# Tadeusz Franciszek Foryś
Tadeusz Franciszek Foryś (ur. 3 maja 1899 w Krakowie, zm. 18 czerwca 1940 w Thouars, Francja) – inżynier, major saperów Wojska Polskiego II Rzeczypospolitej.

## Życiorys
Tadeusz Franciszek Foryś urodził się 3 maja 1899 roku w Krakowie. W 1917 roku ukończył Gimnazjum św. Jacka w Krakowie. Od października 1917 r. pełnił czynną służbę wojskową w armii austriackiej. Od marca do czerwca 1918 roku przebywał w Szkole Oficerów Rezerwy w Opawie. W sierpniu 1918 roku został skierowany na front włoski, na którym walczył do grudnia 1918 roku. W międzyczasie ukończył kurs dla oficerów w Cominetto.
Po powrocie z frontu włoskiego ochotniczo wstąpił w szeregi Wojska Polskiego i w stopniu podporucznika przydzielony został do załogi pociągu pancernego „Paderewski”. Brał udział w walkach z Ukraińcami i bolszewikami. Od sierpnia 1919 r. służył w 1 pułku saperów kolejowych. W 1930 roku wziął udział w budowie mostu drogowo-kolejowego na Czeremoszu, na trasie Kuty – Wyżnica. Z dniem 30 listopada 1930 roku został skierowany na pięciomiesięczny kurs oficerów technicznych broni pancernej i samochodowej w Centrum Wyszkolenia Broni Pancernych w Warszawie. W 1931 roku został dowódcą 4 kompanii 1 batalionu mostów kolejowych, a w marcu 1939 dowódcą kompanii szkolnej. W kampanii wrześniowej 1939 roku dowodził 51 Grupą Wojsk Kolejowych zmobilizowaną dla Armii „Kraków”.
Po kampanii wrześniowej przedostał się przez Rumunię, Jugosławię do Francji, gdzie ukończył kurs saperów w Wersalu. Na początku kwietnia 1940 r. został skierowany na kolejny kurs w Ośrodku Wyszkolenia Oficerów Saperów w Thouars. 18 czerwca 1940 roku poległ w czasie nalotu Luftwaffe na stację kolejową Thouars.

## Awanse
- podporucznik – 1 listopada 1920[7][8]
- porucznik – ze starszeństwem z dniem 1 listopada 1920[9]
- kapitan – ze starszeństwem z dniem 1 stycznia 1931[10]
- major – ze starszeństwem z dniem 19 marca 1939 i 8. lokatą w korpusie oficerów saperów, grupa liniowa[11]

## Ordery i odznaczenia
- Srebrny Krzyż Zasługi[11]
- Medal Pamiątkowy za Wojnę 1918–1921 „Polska Swemu Obrońcy”
- Medal Dziesięciolecia Odzyskanej Niepodległości